# Oasi Gioacchino Carone
L'Oasi "Gioacchino Carone" si sviluppa lungo la destra orografica della lama Baronale nell'agro a nord di Acquaviva delle Fonti, nella città metropolitana di Bari, ed è gestita dalla locale sezione WWF, il WWF Gioia-Acquaviva-Santeramo. Nell'area è tutelata una particolare zona arbustiva-ripariale che rappresenta una rarità nel territorio pugliese. 
L'area protetta è intitolata a Gioacchino Carone, il quale abitò una piccola grotta artificiale nei pressi dell'oasi.

## Territorio
Per un totale di 2,5 ettari, l'oasi tutela due ambienti diversi:
1. la zona arbustiva a ridosso del canale;
2. la contigua area agricola dismessa, in corso di rinaturalizzazione.

L'obiettivo del WWF è quello di preservare e migliorare questa zona di vegetazione spontanea che, assieme al resto dell'alveo della lama, presentante caratteristiche simili, sono diventate oramai una rarità in tutto il territorio barese e pugliese in generale.

## Flora
La zona arbustiva è caratterizzata da quercia spinosa, fico d'India, ginestre e cisto di Montpellier.

## Fauna
La riserva ospita una ricca avifauna: sono presenti la capinera,  la cinciallegra, la cinciarella, il fringuello, l'occhiocotto, il pettirosso, il saltimpalo, la sterpazzola, il verzellino. È segnalata la presenza del gheppio, del falco grillaio e del falco cuculo.
La vegetazione di prateria steppica favorisce la presenza di rettili come la lucertola comune, la luscengola, il geco di Kotschy, il biacco, il colubro leopardino e il cervone.